# Narseh
Narseh (također Narses ili Narseus; perzijski: نرسه Narse) bio je od 293. do 302. Veliki kralj Perzijskog Carstva.
Narseh, najmlađi sin Šapura I., ispočetka je bio sasanidski potkralj u Armeniji, dok se na poziv više plemića nije godine 293. pobunio protiv svoga rođaka kralja Bahrama III., pobijedio ga u građanskom ratu i iste godine sam zavladao. Tu svoju pobjedu Narseh je dokumentirao na jednom natpisu kraj Paikula.  
Narseh je između 296. i 298. vodio rat protiv Rima. Iako je Bahram II. sklopio mir s carem Dioklecijanom, Rimljani su ipak intervenirali u Armeniji što je potaklo Narseha da ih napadne. To mu je bila dobrodošla prilika da vojnom pobjedom učvrsti svoju vlast. 296. pobijedio je u bitki kod Kalinika na rijeci Eufrat Dioklecijanova suvladara Galerija, ali je 297. ili 298. poražen u bitki kod Satale. Galerijeve trupe su u iznenadnom napadu čak zarobile Narsehov harem. Narseh je bio prisiljen sklopiti mir.  
Narseh je prema odredbama toga mirovnog ugovora morao Rimskom Carstvu odstupiti zapadnu Mezopotamiju i pet provincija na gornjoj zapadnoj obali rijeke Tigris (regiones transtigritanae). Također je morao priznati vrhovnu rimsku vlast nad Armenijom. Ta su područja Sasanidi vratili tek 363. 
Narseh je čini se odbacio strogi kult zoroastrizma koji je predvodio Kartir i olabavio njegovu usku vezu s državom. 

## Vanjske poveznice
- Natpis kod Paikula na engleskom (PDF)  Arhivirana inačica izvorne stranice od 27. rujna 2007. (Wayback Machine)

| Prethodnik:        | Veliki kralj Perzije (293. – 302.) | Nasljednik:               |
| Bahram III. (293.) | Veliki kralj Perzije (293. – 302.) | Hormizd II. (302. – 309.) |